# Турсунов Валерій Юлдашевич
Валерій Турсунов (кирг. Valery Tursunov, нар. 23 серпня 1954, Куляб) — киргизький радянський футболіст, що грав на позиції нападника. Майстер спорту СРСР (1982), Заслужений тренер Таджицької РСР (1989).

## Життєпис
Всю кар'єру провів у чемпіонаті СРСР, виступаючи в команді першої ліги «Памір» (Душанбе) в 1974-1988 роках. Провів 542 гри, забив 173 м'ячі. На початку 1990-х грав в нижчих лігах австрійського чемпіонату, за «Аустрію» Клагенфурт і «Норд Штерн». У 1989-1991 роках працював тренером у «Памірі».
У 1996-2013 роках з перервою працював віце-президентом Федерації футболу Таджикистану.